# دانيال غونزاليس فيغا
دانيال غونزاليس فيغا (بالإسبانية: Daniel González Vega)‏ (11 أغسطس 1992 بتوريون في المكسيك - ) هو لاعب كرة قدم مكسيكي في مركز الهجوم. لعب مع نادي تشياباس.

## وصلات خارجية
- دانيال غونزاليس فيغا على موقع قاعدة بيانات كرة القدم.إي يو (الإنجليزية)
- دانيال غونزاليس فيغا على موقع AS.com (الإسبانية)